# Plombières-lès-Dijon
Plombières-lès-Dijon ist eine französische Gemeinde mit 2.508 Einwohnern (Stand: 1. Januar 2022) im Département Côte-d’Or in der Region Bourgogne-Franche-Comté. Die Gemeinde gehört zum Arrondissement Dijon und zum Kanton Talant (bis 2015: Kanton Fontaine-lès-Dijon).

## Geografie
Plombières-lès-Dijon ist eine banlieue im Nordwesten von Dijon am Fluss Ouche. Das Gemeindegebiet gehört zum Weinbaugebiet Bourgogne, in dem vor allem der Crémant de Bourgogne produziert wird. Umgeben wird Plombières-lès-Dijon von den Nachbargemeinden Daix im Norden, Talant im Osten, Dijon im Südosten, Corcelles-les-Monts im Süden, Velars-sur-Ouche im Südwesten, Lantenay im Westen sowie Prenois im Nordwesten.
Durch die Gemeinde führt die Autoroute A38. 

## Bevölkerungsentwicklung
| Jahr                       | 1962 | 1968 | 1975 | 1982 | 1990 | 1999 | 2006 | 2012 | 2019 |
| Einwohner                  | 2289 | 2178 | 2064 | 1820 | 2123 | 2491 | 2816 | 2731 | 2542 |
| Quellen: Cassini und INSEE |      |      |      |      |      |      |      |      |      |

## Sehenswürdigkeiten

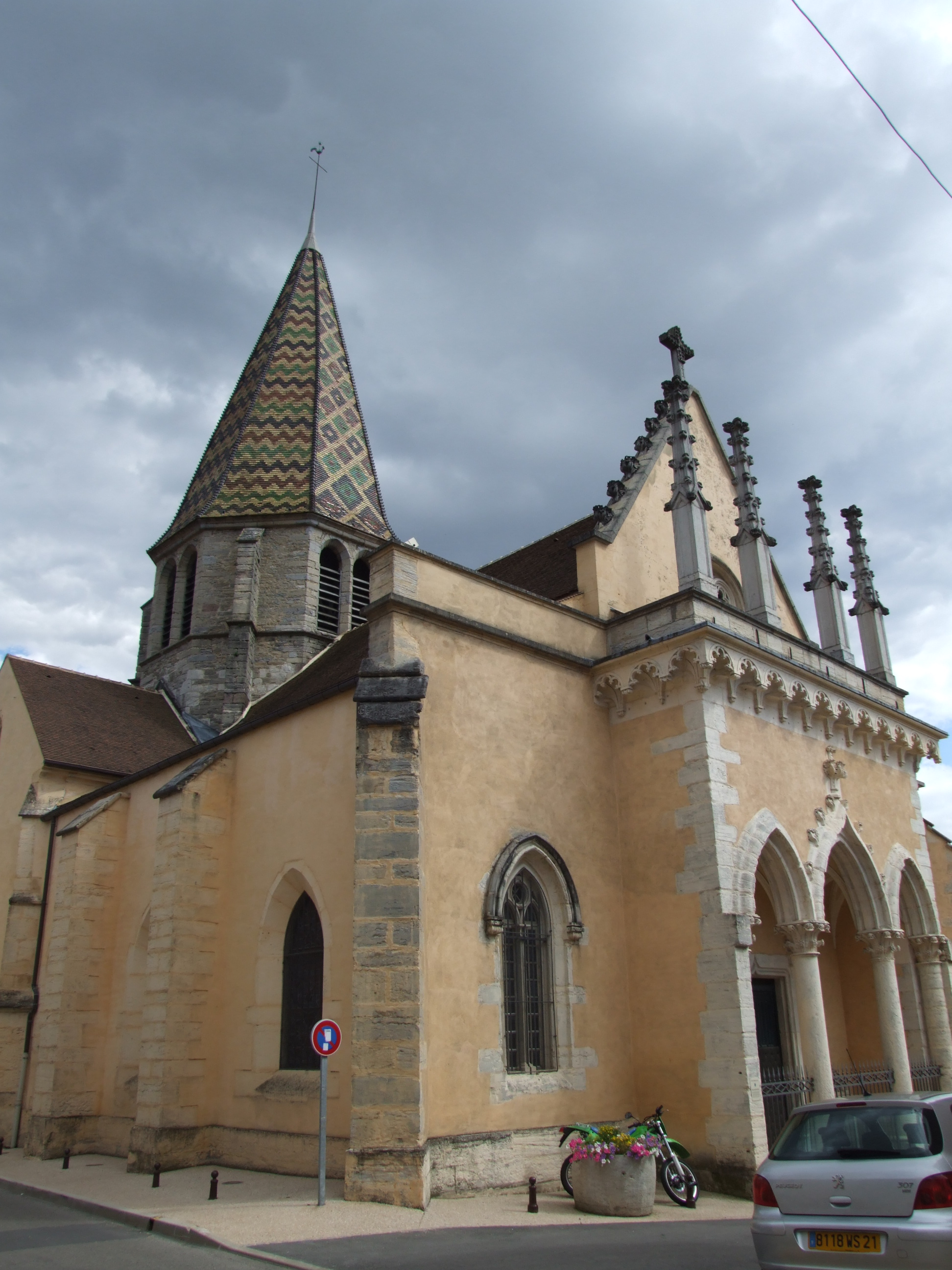
Kirche

- Kirche Saint-Baudèle (Monument historique)

## Persönlichkeiten
- Chantal Sébire (1955–2008), Lehrerin (Sterbehilfeaktivistin)
- Jules Antoine Lissajous (1822–1880), Physiker